# لایم لیک-مچایاس (نیویورک)
لایم لیک-مچایاس (به انگلیسی: Lime Lake-Machias) یک منطقهٔ مسکونی در ایالات متحده آمریکا است که در شهرستان کاتاراگوس، نیویورک واقع شده‌است. لایم لیک-مچایاس ۹٫۵ کیلومتر مربع مساحت و ۱٬۴۲۲ نفر جمعیت دارد.